# Черніков Іван Єгорович
Іван Єгорович Черніков — мелітопольський міський голова у 1890—1894 та 1902—1906 роках.

## Біографія

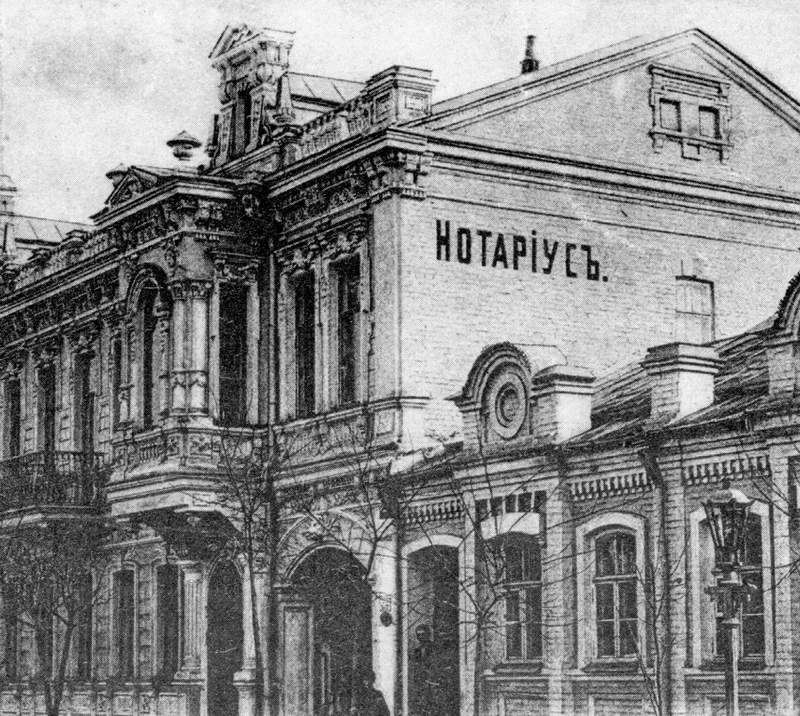
Будинок І. Є. Чернікова на Торговій вулиці. Нині вулиця Дзержинського, будівля вечірньої школи №1

Іван Єгорович Черніков народився в купецькій сім'ї, і сам став купцем 2-ї гільдії. Його брат Петро Єгорович Черніков, також купець другої гільдії, володів банкірським будинком у Мелітополі (зараз у цьому будинку розташовується Мелітопольський краєзнавчий музей).
Весною 1873 року відбулися перші вибори гласних Мелітопольської міської думи. Іван Черніков став одним із 42 обраних гласних, отримавши 11 голосів «за» та 3 «проти».
На чотириліття 1890-1894 і 1902-1906 років Іван Черніков обирався мелітопольським міським головою.
У 1892 році указом імператора Олександра III було введено нове городове положення, і міське самоврядування зазнало значних змін: євреї тепер не допускалися до участі у міських виборчих зборах, число гласних у думі з нехристиян було зменшено до однієї п'ятої, виборчі збори було виведено зі структури міського управління, де залишилися міська дума і міська управа.
18-19 квітня 1906 року у Мелітополі стався єврейський погром. За спогадами свідків, міський голова на час погрому замкнувся у своїй оселі і нікого не впускав.

## Пам'ять
17 жовтня 2008 року, при проведенні будівельних робіт у краєзнавчому музеї, було знайдено схованку з документами Петра Чернікова, частина яких мала відношення і до його брата Івана. Після цього в краєзнавчому музеї було представлено експозицію, присвячену знайденим документам.